# Ammophila occipitalis
Ammophila occipitalis  (лат.) — вид роющих ос (Sphecidae) рода Ammophila. Палеарктика: Юго-Восточная Европа, Юго-Западная и Средняя Азия, Казахстан, Иран.

## Описание
Длина тела самок 19—26 мм. Глаза субпараллельные. Лицо с серебристым густым опушением. Стройные тонкотелые осы с прозрачными перепончатыми крыльями. Первый тергит первого сегмента брюшка очень длинный, сжат с боков. Основная окраска тела чёрная, брюшко (и ноги частично) о красно-рыжее в основании. Жвалы, скапус усиков, тегулы часть наличника красно-рыжие.
Охотятся на гусениц бабочек, которых парализуют, после чего переносят в гнездо, где кормят ими своих личинок. Гнездятся в почве.
Взрослые осы питаются на цветах следующих растений: кермек, зизифора, крестовник, качим, липучка, молочай, донник, осот, вероника и тамариск.